# 維勒 (瓦萊州)

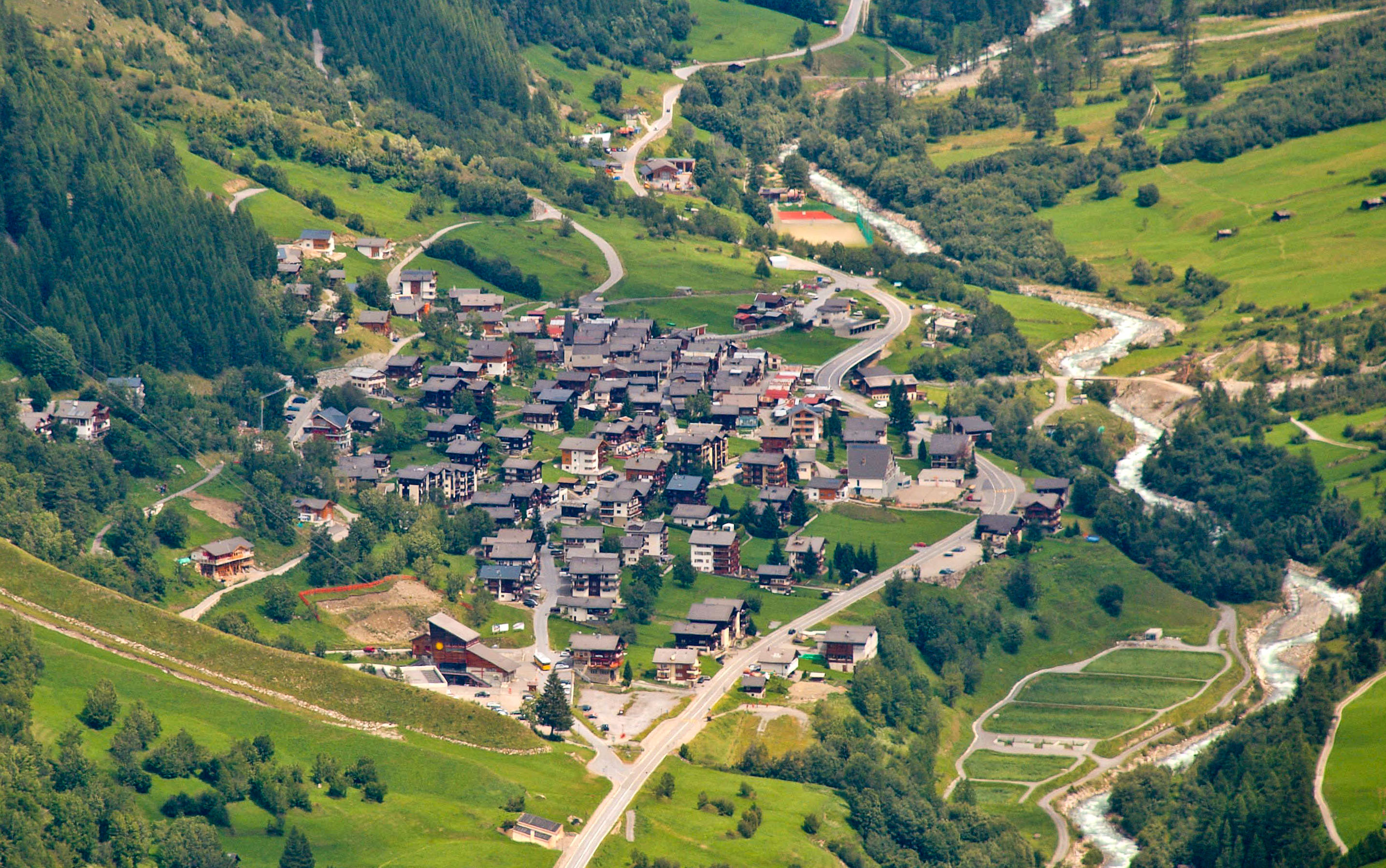

維勒是瑞士的城鎮，位於該國南部，由瓦萊州負責管轄，面積14.66平方公里，海拔高度1,421米，2011年人口565，九成半人口信奉羅馬天主教，人口密度每平方公里39人。